# Tampichthys
 Tampichthys és un gènere de peixos de la família dels ciprínids i de l'ordre dels cipriniformes.

## Taxonomia
- Tampichthys catostomops (Hubbs & Miller, 1977)
- Tampichthys dichromus (Hubbs & Miller, 1977)
- Tampichthys erimyzonops (Hubbs & Miller, 1974)
- Tampichthys ipni (Álvarez & Navarro, 1953)
- Tampichthys mandibularis (Contreras-Balderas & Verduzco-Martínez, 1977)
- Tampichthys rasconis (Jordan & Snyder, 1899)[2][3]